# Jaromír Leichmann
Jaromír Leichmann (* 27. ledna 1963 Brno) je český geolog a vysokoškolský pedagog, v letech 2010 až 2018 děkan Přírodovědecké fakulty Masarykovy univerzity (PřF MU). 
Narodil se v lednu 1963 v Brně. V roce 1987 absolvoval studium geologie na PřF MU. V roce 1987 poté získal navíc titul doktora přírodních věd. V letech 1987 až 1988 pracoval u firmy GEAM v Dolní Rožínce. V roce 1988 se však vrátil na svou alma mater, kde poté pracoval do roku 1992. V letech 1993 až 1995 působil na Univerzitě v Salcburku, kde v roce 1996 získal titul Dr. rer. nat. V roce 1996 se vrátil do Brna. Na Masarykově univerzitě se poté v roce 2004 habilitoval. V letech 2003 až 2005 navíc působil jako předseda akademického senátu PřF MU. V letech 2007 až 2010 byl ředitelem Ústavu geologických věd. Absolvoval také řadu akademických stáží, a to vedle Salcburské univerzity také na Slezské univerzitě v Katovicích a na Vídeňské univerzitě.
V roce 2010 se Leichmann stal děkanem Přírodovědecké fakulty MU. Funkci poté obhájil i ve volbě v prosinci 2013 na další čtyřleté funkční období, které vypršelo v roce 2018, kdy jej nahradil Tomáš Kašparovský. Leichmann se poté stal proděkanem fakulty pro kvalitu. V roce 2019 se navíc stal profesorem. Vedle toho působil Leichmann také jako hodnotitel Národního akreditačního úřadu a jako člen panelu GAČR.
Je ženatý a má jedno dítě.